# Лаптево (Карабихское сельское поселение)
Лаптево — деревня в Ярославском районе Ярославской области. Входит в состав Карабихского сельского поселения.

## География
Находится в восточной части Ярославской области на расстоянии приблизительно 19 км на юго-запад по прямой от станции Ярославль неподалеку от железнодорожной платформы 259 км.

## История
В 1859 году здесь (деревня Ярославского уезда Ярославской губернии) было учтено 11 дворов, в 1898 — 39, в 1941 — 15.

## Население
Численность населения: 63 человека (1859 год), 6 (русские 100 %) в 2002 году, 8 в 2010.